# Підводне нафтосховище

Придонний резервуар-нафтосховище.

Підводне нафтосховище (рос. подводное нефтехранилище; англ. submarine oil storage; нім. Unterwasser-Erdöltank m) — штучний резервуар для зберігання нафти або продуктів первинної переробки, що встановлений нижче водної поверхні.

## Основні характеристики
Розміщення П.н. безпосередньо у місці морського видобутку нафти і газу виключає необхідність спорудження на березі резервуарних парків, а також і менш надійних підводних трубопроводів великої протяжності від свердловини до берегової транзитної нафтоперевалочної бази. Місткість П.н. досягає сотень тис. м3 (до 250 тис. м3), як правило, 1600—160 000 м3. Глибина моря в місці установки П.н. може сягати 1000 м.

## Класифікація
За формою П.н. можуть бути циліндричними, сферичними, еліптичними; за типом конструкції — жорсткі, еластичні або змішаної конструкції.
За ступенем заглиблення у воду П.н. розділяються на донні — стаціонарні одноопорні, багатоопорні та плаваючі — зі змінною плавучістю.